# Zagersdorf
Zagersdorf (Kroatisch: Cogrštof) is een gemeente in de Oostenrijkse deelstaat Burgenland, gelegen in het district Eisenstadt-Umgebung (EU). De gemeente heeft ongeveer 900 inwoners.

## Geografie
Zagersdorf heeft een oppervlakte van 7,3 km². Het ligt in het uiterste oosten van het land.
Breitenbrunn am Neusiedler See · Donnerskirchen · Großhöflein · Hornstein · Klingenbach · Leithaprodersdorf · Loretto · Mörbisch am See · Müllendorf · Neufeld an der Leitha · Oggau am Neusiedler See · Oslip · Purbach am Neusiedler See · Sankt Margarethen im Burgenland · Schützen am Gebirge · Siegendorf · Steinbrunn · Stotzing · Trausdorf an der Wulka · Wimpassing an der Leitha · Wulkaprodersdorf · Zagersdorf · Zillingtal
- Gemeinsame Normdatei: 4806809-3
- Nationale Bibliotheek van Tsjechië: ge215025
- Virtual International Authority File: 249421564
- WorldCat: E39PCjy8CK7bVHfqGytX9j9TBP